# 미션 파서블
《미션 파서블》은 2021년에 개봉한 대한민국의 액션 코미디 영화이다.

## 캐스팅
- 김영광 : 우수한 역 - 본작의 주인공.
- 이선빈 : 유다희/왕아이링 역 - 본작의 여주인공.
- 오대환 : 전훈 역 - 본작의 메인 빌런이자 진 최종 보스.
- 서현철 : 형사 반장 역
- 최병모 : 차오 요원 역
- 김태훈 : 신기루 역
- 양범 : 따롱 역 - 본작의 전훈 휘하의 더블 최종 보스격 중간 보스.
- 류주한 : 샤오롱 역 - 본작의 전훈 휘하의 중간 보스 1.
- 줄리엔 강 : 유리 역 - 본작의 전훈 휘하의 중간 보스 2.
- 이상홍 : 도끼파 행동대장 역 - 본작의 전훈과 더불어서 진 최종 보스.
- 이지훈 : 국정원 팀장 역
- 박지연 : 도두호 엄마 역
- 박진수 : 고참 형사 역
- 최태환 : 막내 형사 역
- 노영학 : 해커 역
- 나광훈 : 중국 MSS 국장 역
- 혜정 : 국정원 미녀요원 역
- 신기환 : 국정원 분석요원 역
- 서범식 : 도끼파 보스 역 - 본작의 도끼파의 더블 최종 보스격 중간 보스.
- 박광재 : 도끼파 덩치 조직원 역 - 본작의 도끼파의 중간 보스 1.
- 정창현 : 도끼파 날렵 조직원 역 - 본작의 도끼파의 중간 보스 2.
- 우강민 : 전훈 용병대장 역
- 한갑수 : 흥신소 건물주 역
- 최종남 : 박두식 사장 역
- 데이비드 이 : 중국 당서기 역
- 이주원 : 도두호 역
- 고다연 : 간호사 역
- 장세아 : 호텔 꼬마 엄마 역
- 황정민 : 도로시 역 (특별출연)
- 홍석천 : 본인 역 (특별출연)
- 장원영 : 의사 역 (특별출연)
- 김호영 : 점쟁이 역 (특별출연)